# Музей Гране
Музей Гране (фр. Musée Granet) — музей у кварталі Мазаріні, Екс-ан-Прованс, Франція, присвячений картинам, скульптурам та археології.

## Історія та постійна колекція
Музей, що примикає до Собору Святого Жана Мальтійського, вперше відкрився в 1838 році у будівлях, які раніше належали монастирю Святого Жана Мальтійського. Музей і досі має спільний із собором сад.
Основа колекції музею була сформована колекцією Франсуа Моріса Гране, чиїм іменем він і названий. В музеї зберігаються основні картини Жана Енгра (серед яких монументальне полотно «Юпітер та Тетіс»), автентичний автопортрет Рембрандта та роботи ван Дейка, Сезанна, Альберто Джакометті та Нікола де Сталь.
Перед міжнародною виставкою 2006 року до сторіччя смерті Сезанна, музей було суттєво реконструйовано і реорганізовано. Через відсутність місця велика археологічна колекція, включно з нещодавніми знахідками, буде перенесена до нового музею, будівництво якого планується.

## Колекція Планк
У червні 2011 року перша частина колекції Фундації Жана та Сюзан Планк, що містила понад 180 робіт, відкрилася експозицією в Музеї Гране. Цей спадок швейцарського художника, дилера та колекціонера виробів мистецтва Жана Планка, особистого друга Пабло Пікассо, була передана місту на початковий період 15 років. У цілому колекція містить понад 300 предметів, включаючи картини та малюнки таких митців як Едґар Деґа, П'єр-Огюст Ренуар, Поль Ґоґен, Клод Моне, Сезанна, Вінсент ван Гог, Пікассо, П'єр Боннар, Пауль Клее, Фернан Леже, Джакометті та Жан Дюбюффе. Повна колекція буде розміщена в спеціальній прибудові до Каплиці білих каянників, розташованій поруч: відкриття очікувалось 2013 року.

## Галерея
|                                                      |
| Жан-Огюст-Домінік Енгр: Портрет Франсуа Моріса Гране |

|                                              |
| Франсуа Моріс Гране: Збір гарбузів у Малават |

|                                         |
| Жан-Огюст-Домінік Енгр: Юпітер та Тетіс |

|                                  |
| Сезанн: портрет матері художника |

| |
| Скульптури відділених голів з до-римського кельто-лігурійського поселення (на території розкопок опідума Ентремон, на північ від Екса) |